# سيراس برينغل
سيراس برينغل (بالإنجليزية: Cyrus Pringle) هو أخصائي فطريات وكاتب وعالم نبات أمريكي، ولد في 6 مايو 1838 في شارلوت في الولايات المتحدة، وتوفي في 25 مايو 1911.